# Brit shalom
A brit shalom (héberül: ברית שלום, "a béke szövetsége"), egy körülmetélés nélküli névadási szertartás zsidó fiúk számára. 
További elnevezései Alternativ Brit (vagy Bris) elnevezési szertartás, Brit B'li Milah (szövetség vágás nélkül), Brit Ben (fiú szövetsége), Brit Rechitzah (szövetség lábmosással), Brit HaLev (a szív szövetsége) és Brit Chayim (az élet szövetsége).
Célja, hogy helyettesítse a hagyományos brit milah szertartást, ezért a körülmetélést ellenző csoportok ajánlják. A kifejezést általában nem használják lányoknál, mivel az ő névadási szertartásuk nem tartalmaz körülmetélést.
Feltehetően sok, a reform mozgalomhoz tartozó rabbi végez ilyet személyes kérésre, akik ezt a lehetőséget nem hirdetik széles körben.

## Története
Az első brit shalom szertartást a Humanisztikus Judaizmus Társaság megalapítója, Sherwin Wine Rabbi vezette 1970 körül. 

## A szertartás
Különféle brit shalom szertartások léteznek. Némely során megmossák a csecsemő lábfejét, ennek brit rechitzah a neve. A szertartást egy rabbi vagy más személy is vezetheti. 
Ebben a kontextusban a rabbi nem feltétlenül jelent Istenhívőt - a szertartásvezetők egy része a Humanisztikus Judaizmus irányzathoz tartozik. Más részük olyan reform rabbi, aki ambivalens érzésekkel akár, de vállalja a szertartás levezetését és befogadja ezen családokat a közösségbe.

## Népszerűség
A Brit shalom szertartást a judaizmus különböző, nem-ortodox irányzataihoz tartozó személyek gyakorolják. Egy weblap világszerte már 152 rabbit, 16 kántort és 68 egyéb vallási vezetőt listáz, akik nyíltan végeznek ilyen szertartást világszerte, elsősorban az Egyesült Államokban, de Magyarországon, Ausztráliában, Brazíliában, Kanadában, Németországban, a Karib térségben, Izraelben, Mexikóban, az Egyesült Királyságban és Írországban is.
A szertartásvezetőknek különböző attitűdje lehet a szertartással és a körülmetéléssel kapcsolatban: néhányan a körülmetélés elleni mozgalomhoz tartoznak. Mások, bár végeznek ilyen szertartásokat, nyilvánosan a fenntartásaikat is megemlítik. Jerry Levy reform rabbi és Brit Shalom szertartásvezető a Jewish Journal cikkében 2011-ben úgy fogalmazott, hogy "a Brit Shalom leginkább a gyengébb zsidó identitással rendelkező szülők számára vonzó, számukra  kevésbé fontos a zsidó folytonosság" és a körülmetélés elutasítását a Judaizmus felhígításához vezető folyamat részének tartja.
A Brit Shalom szertartások pontos éves száma ismeretlen. Valószínűleg ritka jelenségről van szó, de az előfordulása növekszik. Jóval gyakoribb, hogy zsidó szülők nem végeztetik el a körülmetélést gyermekükön, és nem tartanak ilyen szertartást sem. Ezen szülők aránya még Izraelben is több százalék, más országokban feltehetően jóval magasabb.
A reform és rekonstrukcionista irányzatok körében a körülmetélés vitatott téma, és a zsidó vallásba betérőktől sok helyen nem elvárás.